# Petra Divišová
Petra Divišová (* 5. června 1984 Strakonice) je česká fotbalistka, hraje na pozici útočníka. Byla vyhlášena nejlepší fotbalistkou České republiky v letech 2009 a 2010. Hraje za tým SK Slavia Praha a za Českou reprezentaci. Fotbal hraje od svých 14 let. Hrála 2 roky v Německu za FC Gera, předtím hrála druhou ligu za Blatnou.